# Saint-Simon (Cantal)
Saint-Simon – miejscowość i gmina we Francji, w regionie Owernia-Rodan-Alpy, w departamencie Cantal.
Według danych na rok 2010 gminę zamieszkiwały 1082 osoby, a gęstość zaludnienia wynosiła 40 osób/km².